# Rodhocetus
Rodhocetus foi um gênero de cetáceo pré-histórico que viveu nos mares do período eoceno. Um parente muito distante dos golfinhos atuais, ele ainda possuia quatro patas e dentes diferenciados.
Rodhocetus, é conhecido a partir de dois esqueletos parciais que juntos dão uma imagem completa de uma baleia do Eoceno que tinha membros curtos com mãos e pés longos que provavelmente eram palmados e um sacro imóvel com quatro vértebras sacrais parcialmente fundidas. 
Tinha entre 1,5 e 5 metros, e provavelmente dava a luz em terra firme. Posteriormente, seus descendentes tiveram as narinas mais altas na cabeça, adotando um estilo de vida ainda mais marinho, (gradativamente) afastando-se da costa e tornando-se cada vez mais hidrodinâmicos.[carece de fontes?]
Sem possuir barbatanas, este animal nadava impulsionado pelas grandes patas traseiras, assim como seu parente americano, o Georgiacetus. Os fósseis do Rodhocetus foram encontrados no Paquistão e datam de 47 milhões de anos atrás. Antigamente acreditava-se que o estilo de vida deste animal lembrava o das lontras, mas recentemente descobriu-se que este e outros cetáceos muito primitivos também lembravam as desmanas em alguns aspectos. O crânio de Rodhocetus é muito longo e estreito, com caninos, pré-molares e molares de formas diferentes. Nas baleias dentadas modernas, os dentes são todos quase do mesmo tamanho e forma Rodhocetus ainda possuía um conjunto bem desenvolvido de membros posteriores (que na verdade são mais longos do que os membros anteriores); enquanto os cetáceos modernos têm apenas uma pelve vestigial e carecem de membros posteriores funcionais que se projetam do corpo. 
Dieta: Como outras baleias primitivas, o Rodhocetus tem caninos, pré-molares e molares distintos. Os dentes no focinho (incisivos e caninos) são em forma de cone (como muitas baleias dentadas comedoras de peixes modernas), sugerindo que Rodhocetus se alimentava de peixes. Os dentes na parte de trás dos maxilares (pré-molares e molares) são triangulares, possuem algumas cúspides estreitas e têm facetas de desgaste quase verticais que se formaram quando os dentes superiores e inferiores se chocaram. Isso sugere que o Rodhocetus mastigou sua refeição em pedaços menores antes de engolir, ao contrário da maioria das baleias dentadas modernas, que engolem presas inteiras. Análise de isótopos de carbono dos dentes de Rodhocetus sugere que se alimentava em áreas de baixa salinidade. 
Locomoção: Os esqueletos de Rodhocetu estão entre os fósseis de baleias primitivos mais importantes devido à sua completude e aos insights que fornecem sobre a transição na locomoção da vida na terra para a vida no mar. Os esqueletos exibem uma interessante combinação de características equipadas para nadar ou caminhar em terra. A pélvis está ligada à coluna vertebral, o que permitiria ao membro posterior suportar o peso corporal do animal, embora a pélvis esteja conectada a menos vértebras em comparação com os mamíferos terrestres modernos. Além disso, as vértebras do sacro (a porção da coluna vertebral que está conectada à pelve) não são fundidas, ao contrário da condição observada em todos os mamíferos terrestres. O sacro não fundido permite que a coluna vertebral seja mais flexível durante a natação, em detrimento de um melhor suporte do corpo em terra. As vértebras da parte superior das costas têm espinhos muito altos como os de alguns mamíferos terrestres, sugerindo novamente que esta baleia pode ter sido capaz de suportar seu peso em terra. Rodhocetus tinha pés palmados (uma adaptação óbvia para a natação), mas os próprios dedos parecem ter sido em forma de casco. Os membros anteriores e posteriores de Rodhocetus são relativamente curtos em comparação com os da maioria dos mamíferos terrestres, particularmente aqueles adaptados para correr. Em geral, o esqueleto de Rodhocetus documenta um importante estágio de transição de locomoção na evolução das baleias; embora habitasse ambientes marinhos, manteve a capacidade de se mover em terra. Se o fez definitivamente permanece uma questão em aberto. 
Anatomia: O Rodhocetus, juntamente com a maioria das outras baleias primitivas, não se assemelharia a nenhum mamífero moderno. O crânio de Rodhocetus é muito longo e estreito, com caninos, pré-molares e molares de formas diferentes. Nas baleias dentadas modernas, os dentes são todos quase do mesmo tamanho e forma. Rodhocetus ainda possuía um conjunto bem desenvolvido de membros posteriores, enquanto os cetáceos modernos têm apenas uma pelve vestigial e carecem de membros posteriores funcionais que se projetam do corpo. 